# Невидима жінка (фільм, 2013)
«Невидима жінка» (англ. The Invisible Woman) — британська біографічна мелодрама режисера і головного актора Ральфа Файнса, що вийшла 2013 року. Також у головних ролях Фелісіті Джонс, Крістін Скотт Томас. Стрічку створено на основі книги Клер Томелін.
Сценаристкою була Абі Морґан, продюсерами були Крістіан Бот, Керолін Маркс Блеквуд та інші. Вперше фільм продемонстрували 31 серпня 2013 року у США на кінофестивалі у Телурайді. В Україні у кінопрокаті фільм не демонструвався.

## Сюжет
Ставши знаменитим письменником, Чарлз Діккенс знайомиться зі значно молодшою за нього жінкою і вона стає його коханкою аж до його смерті.

## У ролях
| Актор               | Персонаж                                   | Роль                        |
| ------------------- | ------------------------------------------ | --------------------------- |
| Ральф Файнс         | Чарлз Діккенс англ. Charles Dickens        | англійський письменник      |
| Фелісіті Джонс      | Неллі Тернан англ. Nelly Ternan            |                             |
| Крістін Скотт Томас | Кетрін Тернан англ. Catherine Ternan       |                             |
| Том Голландер       | Вілкі Коллінз англ. Wilkie Collins         | англійський письменник      |
| Едді Марсан         | Олівер Чемберлейн англ. Oliver Chamberlain | агент з продажу нерухомості |
| Джоанна Скенлан     | Кетрін Дікенс англ. Catherine Dickens      | дружина Чарлза              |
| Мішель Фейрлі       | Керолін Ґрейвс англ. Caroline Graves       |                             |

## Сприйняття

### Критика
Фільм отримав загалом позитивні відгуки: Rotten Tomatoes дав оцінку 77 % на основі 100 відгуків від критиків (середня оцінка 6,8/10) і 55 % від глядачів із середньою оцінкою 3,2/5 (3,399 голосів). Загалом на сайті фільми має змішаний рейтинг, фільму зарахований «стиглий помідор» від кінокритиків, проте «розсипаний попкорн» від глядачів, Internet Movie Database — 6,7/10 (568 голосів), Metacritic — 75/100 (39 відгуків критиків) і 7,6/10 від глядачів (11 голосів). Загалом на цьому ресурсі від критиків і від глядачів фільм отримав позитивні відгуки.

### Касові збори
Під час показу у США, що розпочався 25 грудня 2013 року, протягом першого тижня фільм показали у 3 кінотеатрах і він зібрав 31,948 $, що на той час дозволило йому зайняти 44 місце серед усіх прем'єр. Станом на 26 січня 2014 року показ фільму триває 33 дні (4,7 тижня) і за цей час фільм зібрав у прокаті у США 584,864  доларів США (за іншими даними 601,963 $).

### Нагороди та номінації[9]
| Рік  | Нагорода                                 | Категорія                               | Номінант                           | Результат |
| ---- | ---------------------------------------- | --------------------------------------- | ---------------------------------- | --------- |
| 2013 | Нагорода британського незалежного фільму | Найкраща актриса                        | Фелісіті Джонс                     | Номінація |
| 2013 | Нагорода британського незалежного фільму | Найкраща актриса другого плану          | Крістін Скотт Томас                | Номінація |
| 2013 | Нью-Йоркський кінофестиваль              | Найкращий фільм                         | Ральф Файнс                        | Номінація |
| 2014 | 86-а церемонія вручення нагороди «Оскар» | Найкращий дизайн костюмів               | Майкл О'Коннор                     | Номінація |
| 2014 | БАФТА у кіно                             | Найкращий дизайн костюмів               | Майкл О'Коннор                     | Номінація |
| 2014 | Satellite Awards                         | Найкращий арт-дирекшн і продакшн-дизайн | Марія Джурковіч, Тетяна Макдональд | Номінація |
| 2014 | Satellite Awards                         | Найкращий дизайн костюмів               | Майкл О'Коннор                     | Номінація |

### Виноски
1. 1 2 3  The Invisible Woman: Release Info (англ.). Internet Movie Database. Архів оригіналу за 26 березня 2016. Процитовано 31 січня 2014.
2. 1 2  The Invisible Woman (англ.). Box Office Mojo. Архів оригіналу за 31 січня 2014. Процитовано 31 січня 2014.
3. 1 2  The Invisible Woman (англ.). The Numbers. Архів оригіналу за 3 лютого 2014. Процитовано 31 січня 2014.
4. 1 2  The Invisible Woman (англ.). Internet Movie Database. Архів оригіналу за 29 січня 2014. Процитовано 31 січня 2014.
5. ↑  The Invisible Woman (англ.). Allmovie. Архів оригіналу за 26 березня 2014. Процитовано 31 січня 2014.
6. 1 2  The Invisible Woman: Full Cast & Crew (англ.). Internet Movie Database. Архів оригіналу за 4 жовтня 2021. Процитовано 31 січня 2014.
7. ↑  The Invisible Woman (англ.). Rotten Tomatoes. Архів оригіналу за 30 січня 2014. Процитовано 31 січня 2014.
8. ↑  The Invisible Woman (англ.). Metacritic. Архів оригіналу за 30 січня 2014. Процитовано 31 січня 2014.
9. ↑  The Invisible Woman: Awards (англ.). Internet Movie Database. Архів оригіналу за 26 січня 2014. Процитовано 31 січня 2014.